# Francisco José Zugliani
Mons. Francisco José Zugliani (1. května 1934, Mineiros do Tietê) je brazilský římskokatolický duchovní a biskup.

## Stručný životopis
Narodil se 1. května 1934 v Mineiros do Tietê, Angelu Zuglianimu a Neide Ometto Zuglianové. Je třetí dítě se sedmi dětí. Kněžské svěcení přijal 9. července 1961, v kostele Nossa Senhora do Patrocínio v městě Jaú z rukou Ruye Serry.
Po vysvěcení začal sloužit v diecézi São Carlos, jako farní vikář v Itapuí. V roce 1982 se stal farářem farnosti Nossa Senhora do Patrocínio, kde zůstal až do zvolení biskupem.
Dne 23. prosince 1997 byl papežem Janem Pavlem II. ustanoven biskupem nově vzniklé diecéze Amparo. Na biskupa byl vysvěcen 18. března 1998, ve stejném kostele kde získal kněžské svěcení. Hlavním světitelem byl Gilberto Pereira Lopes a spolusvětiteli byli Acácio Rodrigues Alves a José Antônio Aparecido Tosi Marques. Na úřad biskupa diecéze Amparo, emeritoval dne 14. července 2010 z důvodu dovršení kanonického věku.
V současné době je asistent Pastorační komise pro zdraví 1. jižního regionu, konference biskupů Brazílie. V diecézi Amparo je poradce Pastorální rady pro ekumenismus a mezináboženský dialog, a duchovní asistent Společenství Pantokrator.